# Минский переулок (Санкт-Петербург)
Ми́нский переулок — переулок в Адмиралтейском районе Санкт-Петербурга. Проходит от улицы Декабристов до улицы Союза Печатников.

## История названия
20 августа 1739 года присвоено наименование 3-я Солдатская улица, название связано с тем, что здесь планировалось построить казармы для солдат Адмиралтейского ведомства. С 1798 года существует название Мясной переулок, дано по мясному рынку, находившемуся на месте домов 2—4. С 1836 года именуется Рыночный переулок. Параллельно существовали названия 2-й Рыночный переулок и Тюремный переулок.
Современное название Минский переулок присвоено 14 июля 1859 года по городу Минску, в ряду других близлежащих улиц, названных по губернским городам запада Российской империи, так как в квартале за синагогой селились выходцы из этих земель.

## История
Улица возникла в первой половине XVIII века.

## Достопримечательности
- Вторая сцена Мариинского театра (занимает чётную сторону переулка).